# Walter Gruner
Walter Friedrich Gruner (* 16. August 1883 in Leipzig; † 20. Mai 1961 ebenda oder Bad Lausick) war ein deutscher Architekt und Restaurator.

## Leben
Walter Gruner wurde als Sohn des Leipziger Kaufmanns Louis Gruner geboren, sein älterer Bruder war der Grafiker Erich Gruner. Er studierte zunächst Architektur an der Technischen Hochschule Stuttgart bei Paul Bonatz und an der Technischen Hochschule München als Schüler von Theodor Fischer und danach Architektur, Philosophie und Kunstgeschichte an der Universität Leipzig. Außerdem war er Gasthörer an der Pariser École des Beaux-Arts. Studienaufenthalte führten ihn in nach Dänemark, Belgien, Frankreich, Italien und in die Schweiz.
Ab 1912 arbeitete Gruner als selbstständiger Architekt in Leipzig. Von 1915 bis 1918 leistete er seinen Kriegsdienst ab. Gruner gestaltete unter anderem Wohngebäude, Messe- und Ausstellungsbauten, Schulen, Grab- und Gefallenendenkmäler, Innenräume und -einrichtungen und entwarf für die Porzellanmanufaktur Meißen Kacheln und Leuchter. Daneben erstellte er Bebauungspläne für die Leipziger Stadtteile Mockau und Probstheida, außerdem war Gruner im Auftrag des Instituts für Denkmalpflege in Dresden auch als Restaurator tätig. Er war Mitglied des Bundes Deutscher Architekten (BDA) und des Deutschen Werkbundes (DWB) sowie Vorsitzender des Reklame-Ausschusses im Verkehrsverein Leipzig e.V.

## Bauten, Entwürfe und Restaurierungen (Auswahl)
- vor 1912: Landwirtschaftliche Hochschule und Konservatorium in Bromberg (Neubauten, Mitarbeit als Werkstudent bei den Entwürfen von Festsälen)
- 1912/1913: Atelier und Wohnhaus für Albrecht Leistner, Leipzig, Richard-Lehmann-Straße 12 (Neubau)
- 1913: Kaufhaus Tietz in Chemnitz (Neubau, Mitarbeit)
- 1914: Zunfthaus auf der Bugra in Leipzig (temporärer Bau, Goldmedaille für den Entwurf)
- ab 1915: Meyer’sche Häuser in Leipzig-Kleinzschocher (Neubauten)[1]
- nach 1918: Kriegerdenkmale im Stadtpark Wurzen und in Wurzen-Trebelshain (Entwürfe und Ausführung)
- 1923: Ehrenmal für die gefallenen Thomaner des Ersten Weltkrieges, Leipzig, Neue Thomasschule (Entwurf und Ausführung)
- 1924: Grassimuseum in Leipzig (Wettbewerbsentwurf, nicht realisiert)
- 1924/1925: Wohnanlage Zerbster Straße, Leipzig, Zerbster Straße 7–27/Heinz-Kapelle-Straße 1–4/Hohmannstraße 9–12 (Neubau)
- 1926: Messehaus Petershof in Leipzig (Wettbewerbsentwurf, nicht realisiert)
- 1926 und 1927: 1. und 2. Deutsche Kunstseide-Ausstellung in Leipzig (Gestaltung Innenarchitektur)
- 1927: Engel-Apotheke, Leipzig, Markt 12 (Umbau und Restaurierung, 1943 zerstört)
- 1928: Ausstellungsgebäude auf der Pressa in Köln (temporärer Bau)
- 1928: Empfangshalle des Dresdner Hofs in Leipzig im Stil des Art déco (Gestaltung Innenarchitektur, heute Kabarett Academixer)[2]
- 1928/1929: Baumessehalle 19 auf der Technischen Messe in Leipzig (Neubau)[3]
- 1930: Neubebauung der Frankfurter Wiesen in Leipzig (Entwurf, nicht realisiert)
- 1935/1936: Papierfabrik in Ammendorf (Neubau)
- 1939–1942: Nikolaikirche Leipzig (Restaurierung, äußere Neuverputzung)
- 1953: Kinderkrippe des VEB Braunkohlenwerkes Deuben und des VEB Kohlenindustrie in Deuben-Tackau (Neubau)
- 1954: Krankenhaus in Döbeln (Um- und Ausbau)
- ab 1955: Orangerie Meuselwitz (Wiederaufbau und Restaurierung)
- 1956: Johanniskirche Leipzig (Teilsanierung des Turms)
- 1957/1958: Alte Handelsbörse Leipzig (Wiederaufbau und Restaurierung)
- um 1957/1958: Altes Rathaus und historische Gebäude in der Hainstraße in Leipzig (Restaurierungsarbeiten)

## Schriften
- Gedanken und Leitsätze zu Reklame-Fragen im öffentlichen Verkehrsraum. Verkehrs-Verein e.V., Leipzig 1929, DNB 575467460.
- Die Aufteilung der Frankfurter Wiesen. In: Leipzig. Illustrierte Monatsschrift für Kultur, Wirtschaft und Verkehr 6 (1930), Nr. 11, ZDB-ID 546815-2, S. 296–299.
- Die Bebauung der Frankfurter Wiesen. In: Der Privatarchitekt 5 (1930), Nr. 9, ZDB-ID 550407-7, S. 121–126.
- Orangerie Meuselwitz (Zeitzer Heimat. Sonderheft 13). Zeitz 1959, DNB 451708202.